# Elvis by Request: Flaming Star and 3 Other Great Songs
Elvis by Request: Flaming Star and 3 Other Great Songs è un EP di Elvis Presley contenente due canzoni tratte dalla colonna sonora del film Stella di fuoco (Flaming Star e Summer Kisses Winter Tears, quest'ultima eliminata all'ultimo momento) e due tratte dal suo repertorio.

## Registrazione e pubblicazione
Le sessioni di registrazione si svolsero l'8 agosto e il 7 ottobre 1960 presso gli studio Radio Recorders di Hollywood. Inizialmente, erano state composte quattro canzoni per il film, ma Britches e Summer Kisses Winter Tears furono scartate. La colonna sonora del film consiste unicamente di sue soli brani: Flaming Star e A Cane and a High Starched Collar. Una versione preliminare di Flaming Star, intitolata Black Star, fu incisa da Presley e rimase inedita fino agli anni novanta. Il testo significativamente più "dark" di Black Star venne in seguito indicato da alcuni commentatori come presunta fonte di ispirazione per la canzone Blackstar di David Bowie del 2016. Sia Presley sia Bowie erano nati l'8 gennaio.
Due mesi dopo la prima del film, la RCA pubblicò l'EP Elvis By Request: Flaming Star and 3 Other Great Songs, num. cat. LPC 128, che raggiunse la posizione numero 14 nella classifica Billboard Hot 100. Il disco contiene la title track e una delle canzoni scartate dalla colonna sonora, Summer Kisses, Winter Tears, insieme a due singoli di successo di Elvis del 1960, Are You Lonesome Tonight? e It's Now or Never. Summer Kisses sarebbe stata pubblicata cinque anni più tardi nella raccolta Elvis for Everyone!, mentre A Cane and a High Starched Collar sarà inclusa in Elvis: A Legendary Performer Volume 2. Alla fine, Britches fu inserita nella compilation Elvis: A Legendary Performer Volume 3 del 1979.

## Tracce
Lato 1
1. Flaming Star (dal film Stella di fuoco) – 2:25 (Sherman Edwards, Sid Wayne)
2. Summer Kisses Winter Tears (non utilizzata nel film Stella di fuoco) – 2:17 (Ben Weisman, Fred Wise, Jack Lloyd)

Lato 2
1. Are You Lonesome Tonight? – 3:05 (Lou Handman, Roy Turk)
2. It's Now or Never – 3:15 (Eduardo di Capua, Aaron Schroeder, Wally Gold)

## Formazione
- Elvis Presley – voce
- The Jordanaires – cori
- Howard Roberts – chitarre elettriche
- Tiny Timbrell – chitarre elettriche
- Jimmie Haskell – fisarmonica
- Dudley Brooks – pianoforte
- Myer Rubin – contrabbasso
- Bernie Mattinson – batteria